# Lésion (droit)
En droit civil, la lésion est le préjudice subi par l'une des parties dans un contrat ou dans un partage.

## Histoire

### Droit romain
En 301, l'empereur Dioclétien émit un édit, dit "du Maximum" qui permettait à celui qui avait vendu son bien immeuble pour une somme inférieure à la moitié de sa valeur d'annuler la vente.
« Rem maioris pretii si tu vel pater tuus minoris pretii, distraxit, humanum est, ut vel pretium te restituente emptoribus fundum venditum recipias auctoritate intercedente iudicis, vel, si emptor elegerit, quod deest iusto pretio recipies. Minus autem pretium esse videtur, si nec dimidia pars veri pretii soluta sit. »
— Code de Justinien, 4.44.2.
        
« Si toi ou ton père avez vendu un bien de haute valeur a un prix très bas, il serait humain que vous remettiez le prix au vendeur et que vous récupériez le domaine en vertu de l'autorité d'un juge, ou, si le vendeur le préfère, que vous receviez le reste du juste prix. Il semble que nous avons affaire à un prix très bas lorsque moins de la moitié du véritable prix a été payée. »

### Temps modernes
Dans leurs discussions relatives à la justice commutative dans les relations contractuelles, les théologiens et juristes de l'École de Salamanque purent discuter longuement de la lésion énorme, à l'exemple de Juan de Medina, Martín d'Azpilcueta, Diego de Covarruvias ou encore de Arias Piñel. S'ils ne la considérèrent pas comme un vice du consentement, ils la conservèrent toutefois comme une cause autonome d'annulation du contrat. 

## Par pays

### Autriche
L'article 934 du Code civil autrichien prévoit la possibilité de résilier un contrat pour lésion (Verkürzung über die Hälfte) lorsque la partie qui résilie reçoit moins de la moitié de la juste valeur de la contrepartie.

### France
En droit privé français, la lésion est un important défaut d'équivalence entre les prestations des parties au moment de la conclusion du contrat. C'est un déséquilibre financier entre les prestations. Elle ne concerne que les ventes d'immeubles, la vente d'engrais, la cession des droits d'auteur et la vente de produit agricole et de pêche en situation de crise conjoncturelle. Elle n'est pas possible en dehors de ces cas. Elle ne s'apprécie qu'au moment de la conclusion du contrat. Seul le vendeur peut s'en prévaloir. Il dispose d'un délai de 2 ans pour agir. La lésion se distingue du prix dérisoire, car celui-ci équivaut à une absence de prix. Elle ne peut concerner les contrats aléatoires.

### Louisiane (États-Unis)
L'article 2589 du Code civil louisianais prévoit que : 

« Art. 2589. La vente d’un immeuble peut être rescindée pour lésion lorsque le prix est inférieur à la moitié de la valeur marchande de l’immeuble justement appréciée. Seul le vendeur d’un bien immobilier corporel peut se prévaloir de la lésion. Elle ne peut être invoquée lors d’une vente judiciaire.
Le vendeur peut invoquer la lésion quand bien même il aurait renoncé à la faculté de s’en prévaloir. »

### Québec (Canada)
En droit québécois, la lésion  est un des vices du consentement (art. 1399 C.c.Q.). Elle n'existe pas entre majeurs (1405 C.c.Q.), sauf certaines exceptions, notamment l'art. 8 de la Loi sur la protection du consommateur et le prêt lésionnaire (art. 2332 C.c.Q.). Le Code civil du Québec considère en principe que les majeurs ont la maturité requise pour être tenus responsables de leurs actes contractuels, ce qui les empêche de demander la nullité du contrat pour motif de lésion, tandis que les mineurs peuvent se prévaloir de la lésion car ils n'ont pas la même maturité.